# Lidbommeri
Lidbommeri blev på 1970-talet en nedsättande benämning på en pragmatisk och nyttobetonad syn på lagstiftning som framförallt personifierades av statsrådet Carl Lidbom.
Som konsultativt statsråd i Sveriges regering 1969–1975 blev Carl Lidbom ansvarig för en lång rad nya lagar. I snabb takt presenterade han propositioner om konsumentköplag, hemförsäljningslag, giftermålsbalk, marknadsföringslag etc. Tidningen Expressen undrade 1973 vem som var Sveriges verklige justitieminister – Lidbom eller Lennart Geijer. Lidbom framstod som mycket mera aktiv.
Nya lagar var ett sätt för regering och riksdagsmajoritet att genomdriva ny politik. Lidbom menade, enligt advokatsamfundets tidigare generalsekreterare Anne Ramberg, att ”vad som är rätt är det som regering och möjligen riksdag bestämmer”. Hans synsätt kan sägas vara motsatsen till den naturrättsliga synen. ”För mig har naturrätten alltid förefallit mer i släkt med religion än med vetenskap”, sade Lidbom själv i ett anförande.
Lidbom genomdrev också att, med vissa undantag, det inte längre skulle vara obligatoriskt att Lagrådet granskade nya lagar. Det var även betecknande för Lidbom att han ville begränsa domstolarnas lagprövningsrätt, alltså att domstolarna skulle pröva om enskilda lagar stod i överensstämmelse med grundlagarna. Endast om en lag uppenbart stred mot en grundlag skulle domstolen bortse från lagen. ”Antingen följer vi en elitistisk, ämbetsmannamässig beslutsordning eller en demokratisk.” Lidbom ville ha en ”demokratisk beslutsordning”, alltså att politiska beslut fattades av riksdagen, inte av en domstol.
Från 1970 var mandatperioderna i riksdagen bara tre år. Det var därför bråttom att få nya lagar på plats. Kritiker menade att Lidboms nya lagar ofta var slarvigt och dåligt förberedda och att remissinstanserna fick för kort tid på sig. Regeringen valde ofta att helt bortse från kritiska remissyttranden.
År 1974 höll Lidbom ett anförande där han bland annat sade:
| ” | Vi vill skapa ett samhälle där demokratins frihetsideal är verklighet för alla [ … ] Vi kan inte nå därhän om vi inte konsekvent gör oss kvitt forna tiders syn på lagarna som skrivna för decennier och som uttryck för någon sorts oföränderlig objektiv rättvisa. Lagar skall inte användas med underdånig respekt. De är instrument som används för att uppnå politiska mål. | „ |

Orden blev mycket uppmärksammade. Borgerliga politiker protesterade, liksom många jurister. Lidbom skriver senare att han uttryckte sig alltför onyanserat. Man bör undvika tätt återkommande lagändringar, eftersom det skapar osäkerhet hos enskilda och företag, menade han. ”Det mest förargliga var emellertid att jag hade gett mina politiska motståndare ett gudabenådat tillfälle att karikera socialdemokraternas ambitioner och attityd till lagstiftningen”.
År 1976 myntade moderatledaren Gösta Bohman för allt detta begreppet ”lidbommeri”. Ordet kom att användas flitigt av Lidboms politiska motståndare. Lidbom själv avfärdade kritiken och påpekade att när de borgerliga partierna hade regeringsmakten 1976–1982 upphävdes ingen av ”lidbommeriets” lagar. Han såg sig också som en samförståndspolitiker som sökte överenskommelser med andra partier.